# Морікен-Вільдегг
Морікен-Вільдегг (нім. Möriken-Wildegg) — громада  в Швейцарії в кантоні Ааргау, округ Ленцбург.

## Географія
Громада розташована на відстані близько 80 км на північний схід від Берна, 11 км на схід від Аарау.
Морікен-Вільдегг має площу 6,6 км², з яких на 25,2% дозволяється будівництво (житлове та будівництво доріг), 37,7% використовуються в сільськогосподарських цілях, 35% зайнято лісами, 2,1% не є продуктивними (річки, льодовики або гори).

## Демографія
2019 року в громаді мешкало 4498 осіб (+12,1% порівняно з 2010 роком), іноземців було 21,1%. Густота населення становила 680 осіб/км².
За віковим діапазоном населення розподілялося таким чином: 20,4% — особи молодші 20 років, 60,1% — особи у віці 20—64 років, 19,5% — особи у віці 65 років та старші. Було 1886 помешкань (у середньому 2,4 особи в помешканні).
Із загальної кількості 1572 працюючих 34 було зайнятих в первинному секторі, 493 — в обробній промисловості, 1045 — в галузі послуг.